# Puchar Polski Par Klubowych 85–125 cm³ w Miniżużlu 2018
Puchar Polski Par Klubowych 85-125 ccm na Żużlu 2018 – rozegrane w sezonie 2018 rozgrywki o Puchar Polski Par Klubowych miniżużlowców.
Rozegrano 6 rund. Za poszczególne miejsca w turniejach przyznawano następujące ilości punktów: 1. miejsce - 6, 2. - 5, 3. - 4, 4. - 3, 5. - 2. W przypadku gdy drużyny remisowały między sobą, sumę punktów dzielono pomiędzy nie.

## Terminarz
- Runda 1. - 29 kwietnia, Rybnik[1]
- Runda 2. - 6 maja, Bydgoszcz[2]
- Runda 3. - 26 maja, Wawrów[3]
- Runda 4. - 2 czerwca, Gdańsk[4]
- Runda 5. - 17 czerwca, Toruń[5]
- Runda 6. - 25 sierpnia, Częstochowa[6] – przełożona z 24 czerwca

## Składy drużyn
- GUKS Speedway Wawrów - Wojciech Fajfer (46 punktów), Jacek Fajfer (43), Kacper Teska (6), Mikołaj Krok (0)
- BTŻ Polonia Bydgoszcz - Wiktor Przyjemski (58), Krzysztof Lewandowski (41)
- MKMŻ Rybki Rybnik - Sebastian Borszcz (29), Paweł Trześniewski (29), Dawid Piestrzyński (21), Szymon Ludwiczak (ns)
- GKŻ Wybrzeże Gdańsk - Mateusz Łopuski (30), Bartosz Tyburski (5), Igor Sawicki (4), Jakub Staszewski (2), Antoni Kawczyński (1), Kacper Król (0)
- KS Toruń - Borys Kopeć-Sobczyński (16), Kacper Makowski (11), Jakub Breński (9)

## Klasyfikacja końcowa
| Poz | Klub                  | RYB | BYD | WAW | GDA | TOR | CZE | Punkty | Małych pkt. |
| --- | --------------------- | --- | --- | --- | --- | --- | --- | ------ | ----------- |
| 1   | GUKS Speedway Wawrów  | 18  | 16  | 16  | 16  | 13  | 16  | 32,5   | 95          |
| 2   | BTŻ Polonia Bydgoszcz | 16  | 20  | 15  | 16  | 18  | 13  | 32     | 99          |
| 3   | MKMŻ Rybki Rybnik     | 11  | 12  | 15  | 14  | 15  | 12  | 25,5   | 79          |
| 4   | GKŻ Wybrzeże Gdańsk   | 9   | 8   | ns  | 8   | 7   | 10  | 15     | 42          |
| 5   | KS Toruń              | 5   | ns  | 10  | 6   | 6   | 9   | 11     | 36          |